# 浅野まゆか
浅野 まゆか（あさの まゆか、1969年 - ）は、元タレント。出身地は兵庫県。
「競馬中継」、「エキサイティング競馬」（共に関西テレビ制作）のアシスタント（永井美知と一緒に）として活躍。他には「クイズ!!ひらめきパスワード」（MBS制作、TBS系列）のアシスタント（野村期、1985年10月13日から1990年12月23日まで）として人気だった。
現在は、神戸市東灘区で「もんじゃ焼き＆鉄板焼き」のお店「じゅうじゅう亭」を夫婦で経営
| スタブアイコン | サブスタブ | この項目は、まだ閲覧者の調べものの参照としては役立たない、人物に関連した書きかけの項目です。この項目を加筆・訂正などしてくださる協力者を求めています（P:人物伝/PJ:人物伝）。 |